# Mieczysław Madejski
Mieczysław Madejski (ur. 26 czerwca 1923 w Warszawie, zm. 16 grudnia 2020 w Sea Cliff) – polski i amerykański inżynier, powstaniec warszawski, działacz polonijny w USA.

## Życiorys
Był synem Aleksandra i Heleny z Radzimirskich. W 1939 roku ukończył  4. klasę Gimnazjum im. Mikołaja Reja.

### II wojna światowa
1 września 1939 roku zgłosił się do prac przy obronie przeciwlotniczej.  W czasie obrony Warszawy – mając 16 lat – zajmował się wieloma pracami wspierającymi obronę (gaszenie pożarów, kopanie rowów, dowożenie wody).
W czasie okupacji kontynuował naukę, jednocześnie zajmując się sabotażem. Początkowo uczył się w technikum samochodowym przy ul. Boboli, po jego ukończeniu w 1942 roku został przyjęty na wydział mechaniczny Wyższej Szkoły Technicznej (Höhere Technische Fachschule).
Już w styczniu 1940 roku wraz z kolegami z harcerstwa przyłączył się do ZWZ, został zaprzysiężony i przyjął pseudonim „Marek”. Po zaprzysiężeniu został przyjęty do tajnej podchorążówki, w której zaczął specjalizować się w pracy sapera.
Równocześnie brał udział w akcjach sabotażowych, w szczególności:
- podpalanie zakładów produkujących na potrzeby wojska,
- podpalanie garaży żandarmerii przy ul. Podchorążych,
- wysadzanie pociągów: dwukrotnie  pociągi z zaopatrzeniem  na wschód,  oraz pociąg „Urlaubzug” na zachód z Niemcami udającymi się na urlop do Rzeszy.

Na kilka dni przed powstaniem warszawskim dostał rozkaz koncentracji broni w opuszczonym budynku przy Ogrodzie Saskim. 1 sierpnia pluton „Topolnicki” – którego był dowódcą – dostał rozkaz uwolnienia innego oddziału przy ul. Dzielnej. Oddziałem tym okazało się dowództwo powstania. Następnie jego pluton brał udział w uwolnieniu ok. 350 Żydów z obozu „Gęsiówka”. W czasie walk z Niemcami w trakcie rozpoznania okolic Cmentarza Powązkowskiego został ranny, co zmusiło go do chwilowego wycofania się z walk i przekazania dowództwa plutonu.
W czasie walk powstańczych był 3 razy ranny.

### Po II wojnie światowej
Starał się kontynuować naukę na Politechnice Warszawskiej, ale już w grudniu 1945 roku został aresztowany. Po zwolnieniu z 3-miesięcznego aresztu ukończył Politechnikę Warszawską, choć początkowo był zarejestrowany na Politechnice Łódzkiej. Pracował jako inżynier przy odbudowie Warszawy, potem w Przedsiębiorstwie Budowy Kopalń Surowców Chemicznych i w Wytwórni Kosmetyków „Uroda”.
W 1969 roku udało mu się wyjechać za granicę. Pozostał na emigracji, zamieszkał w Sea Cliff w stanie Nowy Jork. W Stanach pracował jako inżynier specjalizujący się w aparaturze medycznej. Przeszedł na emeryturę w 1993 roku. Pierwszy raz przyjechał do Polski w 2004 roku, do końca życia aktywnie uczestniczył w pracach Muzeum Powstania Warszawskiego w Warszawie.
Od 1996 roku był prezesem nowojorskiego oddziału Światowego Związku Żołnierzy Armii Krajowej.

## Odznaczenia
Został odznaczony:
- Krzyżem Komandorskim Orderu Odrodzenia Polski („za wybitne zasługi w działalności na rzecz środowisk polonijnych i kombatanckich w USA”, 2019)[2]
- Krzyżem Oficerskim Orderu Odrodzenia Polski („za wybitne zasługi dla niepodległości Rzeczypospolitej Polskiej, za działalność na rzecz środowisk kombatanckich”, 2008)[3]
- Krzyżem Walecznych (dwukrotnie)
- Warszawskim Krzyżem Powstańczym
- Krzyżem Armii Krajowej
- Medalem „Za udział w wojnie obronnej 1939”
- Medalem Wojska (Londyn)
- Medalem „Pro Memoria”
- Odznaką Honorową Światowego Związku Żołnierzy Armii Krajowej (nr 79)
- Złotą Odznaką Honorową Stowarzyszenia Polskich Kombatantów
- Medalem pamiątkowym z okazji 70. rocznicy Powstania Warszawskiego

## Życie prywatne
W dzieciństwie mieszkał w Warszawie przy ul. Puławskiej, potem przy ul. Częstochowskiej, po wojnie – na Sadybie (1959–1969). Ożenił się z Ireną Woś w 1949 roku i miał z nią syna, Grzegorza Madejskiego (ur. w 1951 roku).